# Knightaster bakeri
Knightaster bakeri is een zeester uit de familie Ganeriidae.
De wetenschappelijke naam van de soort werd in 1972 gepubliceerd door Helen Shearburn Clark.